# Pester Lloyd
Il Pester Lloyd è un quotidiano online ungherese in lingua tedesca, pubblicato su carta dal 1854 al 1945 e dal 1994 al 2009.

## Storia
Fu fondato su iniziativa della Pester-Lloyd-Gesellschaft, un consorzio di commercianti di orientamento liberale. Nel corso degli anni il giornale, che inizialmente trattava solo notizie di ambito economico, cominciò ad occuparsi anche di politica, affermandosi così come la più importante e rispettata testata liberaldemocratica in lingua tedesca dell'Ungheria. Tra i suoi più noti collaboratori vi furono Theodor Herzl, Max Nordau, Thomas Mann, Stefan Zweig, Joseph Roth, Alfred Polgar, Ferenc Molnár, Dezső Kosztolányi, Egon Erwin Kisch, Bertha von Suttner, Franz Werfel e Felix Salten.
Sul numero del 16 settembre 1935 del Pester-Lloyd comparvero durissime critiche in merito all'emanazione delle nuove leggi razziali di Norimberga. In particolare venne commentato che con la nuova legislazione gli ebrei tedeschi si sarebbero ritrovati in una condizione uguale a quella degli iloti a Sparta. Con l'emanazione di nuove leggi antisemite anche in Ungheria nel 1938-93, tutti i collaboratori ebrei del giornale furono licenziati. L'ultimo numero del giornale uscì per la zona di Sopron il 14 aprile 1945.
Il 9 settembre 1994 il giornale tornò in edicola come Der Neue Pester Lloyd. Il 1º dicembre successivo riacquistò il titolo originale. Il giornale ha cessato le pubblicazioni cartacee il 15 marzo 2009, conservando solo l'edizione online.